# Woman (bài hát của Kesha)
"Woman" là bài hát của nữ ca sĩ Kesha quốc tịch Hoa Kỳ hợp tác với The Dap-Kings, phát hành ngày 13 tháng 7 năm 2017. Đây là đĩa đơn quảng bá trích từ album phòng thu thứ ba Rainbow sắp ra mắt vào ngày 11 tháng 8.

## Video bài hát
Video được phát hành ngày 13 tháng 7, cùng với màn biểu diễn trực tiếp của nữ ca sĩ tại quán bar Oddity, bang Delaware. Video còn có sự góp mặt của nữ ca sĩ Saundra Williams cùng với các thành viên nam trong ban nhạc The Creepies của Kesha.

## Đánh giá
Tờ Rolling Stone nhận xét bài hát là "đậm chất funk", trong khi The Daily Mail xem đây là một "lời tuyên thệ về chủ nghĩa nữ quyền".

## Xếp hạng
| Xếp hạng (2017)                | Vị trí cao nhất |
| ------------------------------ | --------------- |
| Úc (ARIA)                      | 78              |
| Canada (Canadian Hot 100)      | 80              |
| New Zealand Heatseekers (RMNZ) | 3               |
| Scotland (OCC)                 | 66              |
| Hoa Kỳ Billboard Hot 100       | 96              |